# Saint-Charles (Île-du-Prince-Édouard)
Pour les articles homonymes, voir Saint-Charles.
Saint-Charles est une communauté du Canada située dans le comté de Kings, dans l'Est de l'Île-du-Prince-Édouard, au nord-ouest de Souris.